# Сан Мартино-Сант'Анцино (Рим)
Сан Мартино-Сант'Анцино је насеље у Италији у округу Рим, региону Лацио.
Према процени из 2011. у насељу је живело 934 становника. Насеље се налази на надморској висини од 36 м.